# Жозеф Дол
Жозеф Дол (на френски: Joseph Daul) е френски политик и председател на Европейската народна партия от ноември 2013 г. Бил е лидер на групата на ЕНП в Европейския парламент. От 1999 до 2014 г. е евродепутат от Франция. Член е на Републиканците, част от Европейската народна партия.
След 2002 последователно е председател на Съвета на председателите на комисии в ЕП и председател на комисията по селско стопанство в ЕП.
През януари 2007 г. е избран за председател на групата на ЕНП, но остава член на комисията по земеделие и развитие на селските райони и заместващ член на комисията по международна търговия и на делегацията в Съвместната парламентарна асамблея АКТБ – ЕС. На 12 ноември 2013 г. Даул е избран за президент на Европейската народна партия, поемайки поста от покойния Вилфрид Мартенс. Oстава председател и на групата на ЕНП в Европейския парламент до края на мандата си като евродепутат, не се кандидатира за изборите за Европейски парламент през 2014 г. и през октомври 2015 г. е преизбран за президент на ЕНП на конгреса в Мадрид. Кандидатурата му е издигната от френската политическа партия Съюз за народно движение (Union pour un mouvement populaire), която през 2015 г. е основана повторно под името Републиканците (Les Républicains). След Даул през 2019 г. начело на най-голямата европейска политическа партия след 1999 г. застава полският политик и бивш президент на Европейския съвет Доналд Туск.
Освен френски, Дол говори немски и елзаски език - алеманска разновидност на немския.